# Florian Vika
Florian Vika är en albansk konstnär av nutida konst. Han tog examen 2004 vid Akademin för de sköna konsterna i Florens i Italien. Hans konstnärliga koncept är att uppta nya värden i det förflutna, i den antika konsten med en blandning av påverkan från Picassos konst. Hans sätt att skapa konstnärliga verk har uppskattats av professorer vid Accademia di Belle Arti di Firenze.